# Alimentateur automatique de documents
Pour les articles homonymes, voir ADF.
Dans les imprimantes, les télécopieurs, les photocopieurs et les scanneurs, un alimentateur automatique de documents ou chargeur automatique de documents (en anglais, automatic document feeder ou ADF) est un dispositif qui accepte plusieurs pages de papier et alimente les pages une à la fois dans l'appareil permettant de traiter plusieurs pages sans que l'utilisateur ait à entrer les pages manuellement une à la fois.
La plupart des photocopieurs acceptent des documents sur le plateau (le verre) ou dans un chargeur. La grande majorité des télécopieurs disposent d'un alimentateur automatique de documents, ce qui permet d'envoyer sans surveillance des télécopies de plusieurs pages. En raison de l'omniprésence de l'alimentateur automatique de documents dans les télécopieurs, certains utilisateurs de télécopieurs utilisent le télécopieur comme scanneur, se télécopiant des documents de plusieurs pages.
Il existe deux types d'alimentateurs automatiques de documents capables d'effectuer une copie,  une impression ou une numérisation recto verso :
- l'alimentateur automatique de documents inverseur (en anglais, reversing automatic document feeder ou RADF) qui traite un côté de la page, le retourne, puis traite l'autre côté ;
- l'alimentateur automatique de documents duplex (en anglais, duplexing automatic document feeder or DADF)  qui traite les deux côtés de la page simultanément en une seule opération.

L'avantage des alimentateurs automatiques de documents duplex est évidemment leur vitesse.
Les alimentateurs de documents se distinguent aussi par leur vitesse, exprimée en pages par minute ou ppm, leur capacité, généralement comprise entre 10 et 200 pages et leur résolution, la vitesse pouvant varier en fonction de la résolution.